# Tommie Smith
Thomas C. Smith, també conegut com a Tommie Smith, (Clarksville, 6 de juny de 1944) és un ex-atleta estatunidenc afroamericà, guanyador de la cursa dels 200 metres llisos als Jocs Olímpics d'Estiu 1968, que en rebre la medalla d'or al podi aixecà el puny en reivindicació dels drets de la comunitat afroamericana dels EUA.

## Biografia
Smith, nascut a Clarksville (Texas, EUA) el 6 de juny de 1944 era un afroamericà portentós tant a nivell esportiu com intel·lectual; en la seva etapa universitària va entrar en contacte amb OPHR, el Projecte Olímpic per als Drets Humans comandat per Henry Edwards, un sociòleg amb idees en la línia més dura de Malcolm X, i que propugnava que els atletes afroamericans no participessin representant a un país que els discriminava.

### Jocs Olímpics d'estiu de 1968
Smith va guanyar l'Or als 200 m llisos a Mèxic 1968 en una cursa en la qual va batre el rècord del món el qual fou vigent durant 11 anys. Durant la cerimònia d'entrega de medalles, Smith i el medallista de bronze John Carlos van rebre la medalla aixecant el puny esquerre per a simbolitzar la unitat de la raça. A més van convèncer el segon classificat, l'australià Peter Norman, perquè portés el símbol de la OPHR. Per aquest fet, tots tres atletes patiren greus represàlies.